# Apsaras

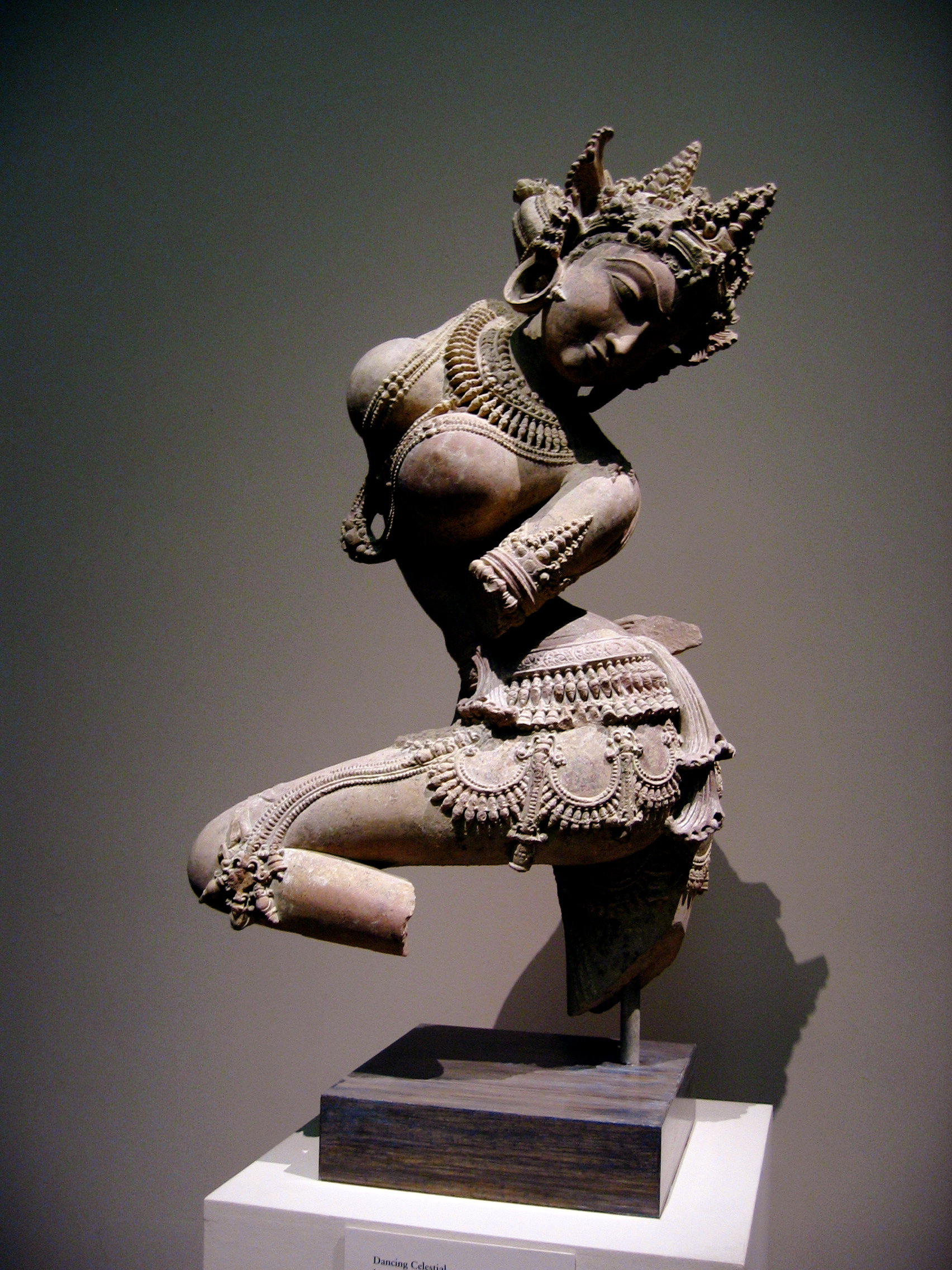
Pískovcová socha apsarasy, Uttarpradéš, 12. století

Apsarasy, též apsary, jsou indické mytické ženské bytosti, vynikající obzvláštní krásou přirovnávané k evropským nymfám a vílám, které se dělí na laukika „pozemské“ a daivika „božské“. Jsou družkami nebeských hudebníků gandharvů a jsou také považovány za nebeské hudebnice a tanečnice, uvádí se též že obývají Indrovo nebe. Některé z nich jsou také manželkami bohů či ršiů. V Rgvédu byly spojovány s vodou, pozdější texty je spojují také se zemí a stromy, přisuzují jim schopnost měnit podobu, zpravidla ve vodní ptáky. Někdy obývají i stromy, především smokvoně a badyáníky, či sídlí v horách, řekách a lesích. V hinduistických textech se uvádí jejich počet od tisíců po několik milionů.
Bohové je často posílají za askety aby je svedli a zabránili jim tak získaní velké moci, svou krásou, přelétavostí a lehkomyslností však mohou být nebezpečné i běžným smrtelníkům. Své děti většinou opouští, ale lze mezi nimi nalézt i věrné manželky a matky. Ve velké oblibě mají hazardní hru vrhcáby a hráči je vzývají pro štěstí. Podle Mahábháraty ve svých zářivě barevných vozech odnáší padlé válečníky do Indrových nebes, čímž se podobají severským valkýrám. Apsary se také objevují v buddhistických textech jako jsou džátaky.
O jejich původu existuje několik podání. Podle některých se objevily během stloukání Mléčného oceánu, podle dalších se zrodili z Pradžápatiho, Brahmy, Manua či Agniho nebo ze spojení Kašjapy a Muni. Nejznámější z apsaras je Urvaší, s kterou smrtelník Purúravas zplodil předky Pánduovců a Kuruovců, rodů které spolu soupeří v Máhábháratě. K dalším patří například Rambha, Adrika, Ménaka či Šakuntala.
Apsarasy jsou často zpodobněny na sochách a malbách v Indii a jihovýchodní Asii. K nejvýznamnějších jejich ztvárněním patří fresky z 5. a 6. století z buddhistických jeskyních chrámech v indické Adžantě, fresky v troskách paláce z 5. století v Sigirije na Srí Lance nebo sochy a basreliéfy v kambodžském Angkoru.